# Little Joe
Pour les articles homonymes, voir Little Joe (homonymie).
 (juillet 2025).
Little Joe est un comic strip créé par Ed Leffingwell le 1er octobre 1933 dans une planche dominicale et publiée durant 39 ans. La série est le premier western publié dans un comics.

## Comics
Little Joe est un enfant de 13 ans qui vit avec sa mère dans un ranch. Durant les 39 ans que dure le strip, Joe doit lutter contre des voleurs, des escrocs, des indiens, etc. Il est aidé par Utah et par Ze General.
En 1936, l'auteur Ed Leffingwell meurt brutalement et la planche dominicale est reprise par son frère Robert. Little Joe ne gagne jamais de strip et ses aventures se retrouvent peu dans les comics. Dell Comics édite seulement trois numéros.